# Villieu-Loyes-Mollon
Villieu-Loyes-Mollon är en kommun i departementet Ain i regionen Auvergne-Rhône-Alpes i östra Frankrike. Kommunen ligger  i kantonen Meximieux som ligger i arrondissementet Bourg-en-Bresse. Kommunens areal är 15,91 km². År 2022 hade Villieu-Loyes-Mollon 3 831 invånare.

## Befolkningsutveckling
Antalet invånare i kommunen Villieu-Loyes-Mollon
Referens: INSEE